# Haike van Stralen
Haike Eva van Stralen ( Leusden, 22 april 1983 ) is een voormalige Nederlandse zwemster. Van Stralen zwom op de Olympische Zomerspelen 2000 in Sydney en op de Olympische Zomerspelen 2004 in Athene voor Nederland.

## Carrière
Bij haar internationale debuut, op de Europese kampioenschappen zwemmen 2000 in Helsinki, Finland, eindigde Van Stralen samen met Chantal Groot, Kirsten Vlieghuis en Manon van Rooijen als zevende op de 4x200 meter vrije slag. Tijdens de Olympische Zomerspelen van 2000 in Sydney, Australië strandde de Nederlandse samen met Carla Geurts, Chantal Groot en Manon van Rooijen in de series van de 4x200 meter vrije slag.
Op de Nederlandse kampioenschappen kortebaanzwemmen 2001 veroverde Van Stralen haar eerste nationale titels, op de 200 en de 400 meter vrije slag.
In de Duitse hoofdstad Berlijn nam de Nederlandse deel aan de Europese kampioenschappen zwemmen 2002, op dit toernooi werd ze uitgeschakeld in de series van de 400 meter vrije slag. Op de 4x200 meter vrije slag eindigde ze samen met Marleen Veldhuis, Celina Lemmen en Manon van Rooijen op de vijfde plaats.
Op de wereldkampioenschappen zwemmen 2003 in Barcelona, Spanje eindigde de Nederlandse samen met Marleen Veldhuis, Manon van Rooijen en Celina Lemmen als zevende op de 4x200 meter vrije slag.
Op de Nederlandse kampioenschappen zwemmen 2004 in Amsterdam veroverde Van Stralen, op de 200 meter vrije slag, haar enige nationale titel op de langebaan. In Madrid, Spanje nam ze deel aan de Europese kampioenschappen zwemmen 2004, op dit toernooi werd ze uitgeschakeld in de series van de 200 meter vrije slag. Op de 4x200 meter vrije slag eindigde ze samen met Chantal Groot, Celina Lemmen en Marleen Veldhuis op de vijfde plaats. Tijdens de Olympische Zomerspelen van 2004 in Athene, Griekenland strandde Van Stralen samen met deze zwemsters in de series van de 4x200 meter vrije slag. Op de Europese kampioenschappen kortebaanzwemmen 2004 in de Oostenrijkse hoofdstad Wenen eindigde ze zevende op de 200 meter vrije slag.
In Montreal, Canada nam Van Stralen deel aan de wereldkampioenschappen zwemmen 2005, op dit toernooi werd ze samen met Inge Dekker, Femke Heemskerk en Celina Lemmen uitgeschakeld in de series van de 4x200 meter vrije slag.
Na de Dutch Open Swim Cup 2006 in Eindhoven nam Van Stralen afscheid van de wedstrijdsport.

## Internationale toernooien
| Jaar | Olympische Spelen      | WK langebaan           | WK kortebaan  | EK langebaan                               | EK kortebaan        |
| ---- | ---------------------- | ---------------------- | ------------- | ------------------------------------------ | ------------------- |
| 2000 | 11e 4x200 m vrije slag |                        | geen deelname | 7e 4x200 m vrije slag                      | geen deelname       |
| 2001 |                        | geen deelname          |               |                                            | geen deelname       |
| 2002 |                        |                        | geen deelname | 25e 400 m vrije slag 5e 4x200 m vrije slag | geen deelname       |
| 2003 |                        | 7e 4x200 m vrije slag  |               |                                            | geen deelname       |
| 2004 | 9e 4x200 m vrije slag  |                        | geen deelname | 21e 200 m vrije slag 5e 4x200 m vrije slag | 7e 200 m vrije slag |
| 2005 |                        | 11e 4x200 m vrije slag |               |                                            | geen deelname       |